# Satoshi Ōtomo
Satoshi Ōtomo (jap. 大友慧 Ōtomo Satoshi; ur. 1 października 1981) – filipiński piłkarz japońskiego pochodzenia, reprezentant kraju.

## Kariera reprezentacyjna
W reprezentacji Filipin zadebiutował w 2014.

## Statystyki
| Reprezentacja Filipin | Reprezentacja Filipin | Reprezentacja Filipin |
| Rok                   | Mecze                 | Gole                  |
| --------------------- | --------------------- | --------------------- |
| 2014                  | 1                     | 0                     |
| Razem                 | 1                     | 0                     |